# Cinéma européen

European Film Academy Logo

Le cinéma européen désigne les films et la production cinématographique associés aux pays d'Europe. C'est dire s'il recouvre une immense diversité.

## Europe et cinéma
Le cinématographe des frères Lumière voit le jour, en France, en 1895. Historiquement, l'Europe voit naître les mouvements cinématographiques les plus importants sur le plan artistique : l'expressionnisme allemand, la première avant-garde, le cinéma surréaliste, le cinéma expérimental soviétique, accompagné de ses thèses nouvelles sur le montage, l'école scandinave (Victor Sjöström, Mauritz Stiller, Carl Theodor Dreyer), le néoréalisme italien, le Free cinema britannique, la Nouvelle Vague française, les nouveaux cinéastes est-européens des années 1960, le cinéma moderne ouest-européen (Ingmar Bergman, Michelangelo Antonioni, Federico Fellini, Alain Resnais), le Nouveau cinéma allemand, le Dogme95 danois etc. Elle concentre également les principales réflexions théoriques sur le 7e art et portent aux nues plusieurs grands critiques, fondateurs de l'esprit cinéphile (Louis Delluc, André Bazin, les critiques-cinéastes des Cahiers du cinéma en France et de la revue Sequence au Royaume-Uni...). L'Europe a par ailleurs fourni un nombre incalculable d'exilés à Hollywood avant et pendant la Seconde Guerre mondiale tels Lewis Milestone (russe), Frank Capra (italien de Sicile), Ernst Lubitsch et Marlene Dietrich (allemands), Erich von Stroheim, Josef von Sternberg, Fred Zinneman et Billy Wilder (autrichiens), Charles Chaplin et Alfred Hitchcock (britanniques), Michael Curtiz (hongrois),  William Wyler (suisse), Elia Kazan (grec) ou encore Greta Garbo (suédoise).
Au même titre que les États-Unis, l'Europe a offert au monde du cinéma plusieurs vedettes de légende : Brigitte Bardot, Audrey Hepburn, Ingrid Bergman, Marcello Mastroianni, Sophia Loren, Gina Lollobrigida, Anna Magnani, Laurence Olivier, Catherine Deneuve, Alain Delon, Jean-Paul Belmondo, etc.
Même si une dérive est apparue dans les années 1980, l'europudding, des films ou feuilletons produits par plusieurs pays européens, jusqu'à l'absurde.

## Festivals et récompenses

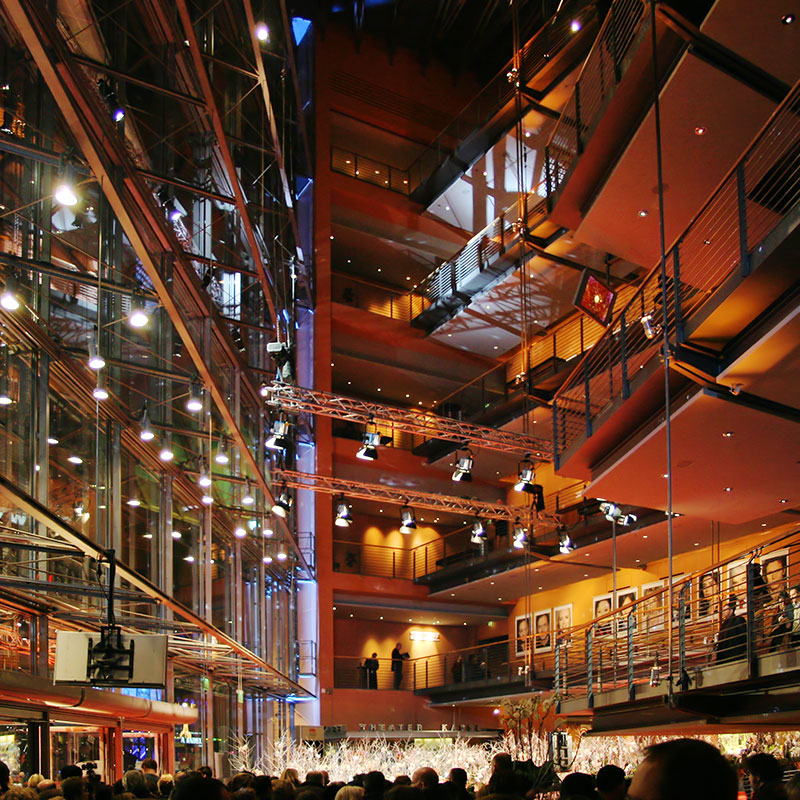
La Berlinale en 2007

L'Europe abrite les plus grands festivals de cinéma internationaux dits de catégorie A  : le Festival de Cannes en France, le Festival de Venise en Italie, la Berlinale en Allemagne, le Festival de Saint-Sébastien en Espagne ou encore le Festival international du film de Karlovy Vary en Tchéquie.
Depuis 1988, l'Europe s'est dotée d'un système de récompenses communes, les Prix du cinéma européen.
D'autres festivals d'une taille moins importante existent mais jouent autant dans la diffusion du film court : Le Festival Européen du Film Court de Brest [ www.filmcourt.fr ]